# اریک لانوویل
اریک لانوویل (انگلیسی: Eric Laneuville؛ زادهٔ ۱۴ ژوئیهٔ ۱۹۵۲) هنرپیشه، کارگردان، تهیه‌کننده اهل ایالات متحده آمریکا است.
از فیلم‌ها یا برنامه‌های تلویزیونی که وی در آن نقش داشته‌است می‌توان به امگا من، آرزوی مرگ، جاده فرعی و شزم! اشاره کرد.
وی همچنین برندهٔ جوایزی همچون جایزه انجمن کارگردانان آمریکا و جایزه امی ساعات پربیننده شده‌است.